# Daniel Schnelting
Daniel Schnelting (* 9. März 1986 in Borken) ist ein deutscher Leichtathlet vom LAZ Rhede. Der in Velen wohnende gilt als einer der stärksten deutschen Läufer auf den Sprintstrecken.
Sein Durchbruch gelang Schnelting 2005 bei den Deutschen Meisterschaften in Wattenscheid, als er hinter Tobias Unger und Till Helmke Dritter über 200 Meter wurde. Diese Leistung bestätigte er drei Wochen später bei den Junioreneuropameisterschaften in Kaunas. Über 200 Meter und mit der 4-mal-100-Meter-Staffel wurde er zweifacher Goldmedaillengewinner. Schließlich holte er bei den Deutschen Juniorenmeisterschaften in Braunschweig die Titel über 100 und 200 Meter.
Bei den Deutschen Meisterschaften 2006 in Ulm lief er über 200 Meter mit der persönlichen Bestleistung von 20,96 s auf den zweiten Platz und qualifizierte sich damit für die Europameisterschaften 2006 in Göteborg. Dort musste er allerdings wegen einer beim Aufwärmen zugezogenen Muskelzerrung den Start im Zwischenlauf absagen. 2007 lief es bei den Deutschen Meisterschaften in Erfurt noch besser. Auf regennasser Tartanbahn holte er den Titel in 20,88 s. 2008 konnte Schnelting in Nürnberg seinen Meistertitel in 20,54 s verteidigen. 2010 wurde er in Braunschweig erneut Deutscher Meister in 20,73 s.